# The Duckworth Lewis Method (album)
The Duckworth Lewis Method est le premier album du groupe pop rock irlandais du même nom, formé de Neil Hannon de The Divine Comedy et Thomas Walsh de Pugwash. Il a été publié en juillet 2009.
Toutes les chansons de cet album-concept traitent du cricket, et son nom fait référence à la méthode Duckworth-Lewis, une méthode de calcul statistique utilisée dans ce sport. Ce n'est pas la première collaboration entre les deux artistes : Neil Hannon a participé à l'album de Pugwash Eleven Modern Antiquities (2008, Irlande). L'une des chansons de l'album, Meeting Mr. Miandad, a fait l'objet d'un clip.
Enregistré à Dublin, l'album est nommé aux Ivor Novello Awards en 2010, dans la catégorie « meilleur album ».

## Liste des chansons
1. The Coin Toss
2. The Age of Revolution
3. Gentlemen and Players
4. The Sweet Spot
5. Jiggery Pokery
6. Mason at the Boundary
7. Rain Stops Play
8. Meeting Mr. Miandad
9. The Nightwatchman
10. Flatten the Hay
11. Test Match Special
12. The End of the Over